# Hósvík
Hósvík este un oraș din Insulele Faroe.